# Aya Ueto
Aya Ueto (Japans: 上戸 彩, Ueto Aya) (Nerima (Tokio), 14 september 1985) is een actrice en muzikante uit Japan.
In 1997 won ze een modellenwedstrijd en daardoor belandde ze in reclames, iets waar ze anno 2009 nog steeds erg actief in is. Niet veel later speelde ze ook in films.
In 1999 kwam ze in de band Z-1 (met 3 vriendinnen) en ze maakten vijf singles. Ze gingen uit elkaar maar Aya ging solo verder. Dat werd een succes en ze bracht meerdere albums uit. Haar laatste (5e) album 'Happy Magic: Smile Project' kwam uit in juli 2009.
Ondertussen begon ze in 2000 ook een carrière in de film en televisie. Ze speelde vooral in televisieseries, tot haar filmdoorbraak in 2003 in de beroemde film Azumi. Het tweede deel, Azumi 2: Death or Love kwam in 2005 uit.
In 2006 speelde ze in een van haar populairste televisieseries: 'Attention Please': 13 episodes (11 + later nog twee speciale episodes: een in Hawaï en een in Australië).
Haar 33e televisieserie is 'Kekkon' (2009).
In januari 2010 won Ueto de Nikkan Sports Drama Grand Prix prijs voor beste vrouwelijke bijrol voor haar rol in Nagareboshi.

## Discografie

### Albums
- Ayaueto (2003)
- Message (2004)
- Re. (2004)
- License (2006)
- Happy Magic: Smile Project (2009)

### Singles
- Pureness (2002)
- Kizuna (2002)
- Hello (2003)
- Message/Personal (2003)
- Kanshō/Mermaid (2003)
- Binetsu (2003)
- Ai no Tame ni." (2004)
- Kaze/Okuru Kotoba (2004)
- Afuresō na Ai, Daite/Namida wo Fuite (2004)
- Usotsuki (2004)
- Yume no Chikara (2005)
- Kaze wo Ukete (2005)
- Egao no Mama de (2006)
- Way to Heaven (2007)
- Namida no Niji/Save Me (2007)
- Smile for.../Mō Ichido Dake (2009)